# Mặt trận Thái Bình Dương (phim)
Mặt trận Thái Bình Dương (tiếng Anh: The Pacific) là một bộ phim truyền hình ngắn tập về đề tài chiến tranh của Mỹ năm 2010 do HBO, Playtone và DreamWorks sản xuất, và được công chiếu tại Hoa Kỳ vào ngày 14 tháng 3 năm 2010. Bộ phim được đạo diễn bởi Steven Spielberg và Tom Hanks, có nội dung tập trung chủ yếu vào các trận đánh của lực lượng Thủy quân lục chiến Hoa Kỳ tại Mặt trận Thái Bình Dương trong Chiến tranh thế giới thứ hai. Hai ông cũng là đồng đạo diễn cho bộ phim truyền hình ngắn tập Band of Brothers vào năm 2001. Trong khi Band of Brothers tập trung vào những người lính dù thuộc Đại đội E, Trung đoàn Bộ binh Nhảy dù số 506, Sư đoàn Không vận số 101 tại Mặt trận phía Tây, thì Mặt trận Thái Bình Dương tái hiện lại cuộc chiến ở Thái Bình Dương qua góc nhìn của ba quân nhân Thủy quân lục chiến (Robert Leckie, Eugene Sledge và John Basilone) ở các trung đoàn khác nhau thuộc Sư đoàn Thủy quân lục chiến số 1 Hoa Kỳ.
Mặt trận Thái Bình Dương được biên kịch bởi Bruce C. McKenna, một trong những nhà biên kịch chính của Band of Brothers. Hugh Ambrose, con trai của nhà văn Stephen Ambrose - tác giả cuốn sách Band of Brothers, tham gia với vai trò cố vấn cho bộ phim.  Mặt trận Thái Bình Dương tập trung vào những trận đánh được Sư đoàn Thủy quân lục chiến số 1 Hoa Kỳ tham gia ở Mặt trận Thái Bình Dương như Guadalcanal, Cape Gloucester, Peleliu và Okinawa, cũng như sự góp mặt của Basilone trong Trận Iwo Jima. Bộ phim chủ yếu dựa trên hồi ký của hai quân nhân Thủy quân Lục chiến Hoa Kỳ: With the Old Breed: At Peleliu and Okinawa của Eugene Sledge và Helmet for My Pillow của Robert Leckie. Bộ phim đồng thời dựa trên cuốn hồi ký China Marine của Eugene Sledge và Red Blood, Black Sand của Chuck Tatum, một quân nhân Thủy quân Lục chiến đã chiến đấu cùng Basilone tại Iwo Jima.

## Diễn viên
Mỗi tập sẽ tập trung vào các nhân vật chính khác nhau với sự góp mặt của nhiều diễn viên phụ vào vai các nhân vật có liên quan trực tiếp tới nhân vật chính. Các nhân vật từ ba nhánh cốt truyện chính đôi khi sẽ có tuơng tác với nhau, ví dụ như Sidney Phillips, ông ở cùng đơn vị với Robert Leckie và đồng thời là bạn thân của Eugene Sledge.
Mạch truyện của Robert Leckie
- James Badge Dale trong vai Binh nhất Robert "Lucky" Leckie (1920–2001)
- Ashton Holmes trong vai Binh nhất / Hạ sĩ Sidney "Sid" Phillips Jr. (1924–2015)
- Josh Helman trong vai trong vai Binh nhất Lew "Chuckler" Juergens (1918–1982)
- Keith Nobbs trong vai Binh nhất Wilbur "Runner" Conley (1921–1997)
- Jacob Pitts trong vai Binh nhất Bill "Hoosier" Smith (1922–1985)
- Toby Leonard Moore trong vai Trung sĩ / Thiếu úy Stone (dựa trên nhân vật "Thiếu úy Spearmint" trong hồi kí của Leckie)
- Henry Nixon trong vai Thiếu úy / Trung úy Hugh "Ivy League" Corrigan (1920–2005)
- Tom Budge trong vai Binh nhất Ronnie Gibson (dựa trên nhân vật "Kid" trong hồi kí của Leckie)
- Claire Van Der Boom trong vai Stella Karamanlis, người tình của Leckie tại Melbourne (dựa trên nhân vật Sheila trong hồi kí của Leckie)
- Caroline Dhavernas trong vai Vera Keller, bạn thuở nhỏ và vợ tuơng lai của Robert Leckie

Mạch truyện của Eugene Sledge
- Joseph Mazzello trong vai Binh nhất / Hạ sĩ Eugene B. "Sledgehammer" Sledge (1923–2001)
- Rami Malek trong vai Binh nhất / Hạ sĩ Merriell "Snafu" Shelton (1922–1993)
- Martin McCann trong vai Hạ sĩ / Trung sĩ Romus "R.V" Burgin (1922–2019)
- Brendan Fletcher trong vai Binh nhất William "Bill" Leyden (1926–2008)
- Linda Cropper trong vai Mary Frank Sledge (1893–1989), phụ mẫu của Eugene Sledge
- Conor O'Farrell trong vai Bác sĩ Edward Sledge Sr. (1887–1954), phụ thân của Eugene Sledge
- Dylan Young trong vai Binh nhất Jay De L'Eau (1923–1997)
- Leon Ford trong vai Trung úy Edward A. "Hillbilly" Jones (1917–1944)
- Scott Gibson trong vai Đại úy Andrew "Ack-Ack" Haldane (1917–1944)
- Gary Sweet trong vai Trung sĩ nhất Elmo M. Haney (1898–1979)
- Andrew Lee trong vai Binh nhất Robert Oswalt (1923–1944)
- Freddie Joe Farnsworth trong vai Trung úy Thomas J. "Stumpy" Stanley (1919-1990)
- Ashley Zukerman trong vai Thiếu úy Robert "Scotty" Mackenzie (1921–2003)
- Joshua Close trong vai Thiếu tá Lục quân Edward Sledge Jr. (1920–1985), anh trai của Eugene Sledge

Mạch truyện của John Basilone
- Jon Seda trong vai Trung sĩ nhất Thủy quân Lục chiến John Basilone (1916–1945)
- Joshua Bitton trong vai Trung sĩ James "JP" Morgan (1919–1980)
- William Sadler trong vai Trung tá Lewis "Chesty" Puller (1898–1971)
- Jon Bernthal trong vai Trung sĩ Manuel "Manny" Rodriguez (1922−1942)
- Annie Parisse trong vai Trung sĩ Lena Mae Riggi / Lena Basilone (1913–1999), vợ của John Basilone
- Ian Meadows trong vai Binh nhì Cecil "Chicken" Evans (1924–2009)
- Ben Esler trong vai Binh nhất Charles "Chuck" Tatum (1926–2014)
- Dwight Braswell trong vai Binh nhất Clifford "Steve" Evanson (1926–1945)

## Sản xuất

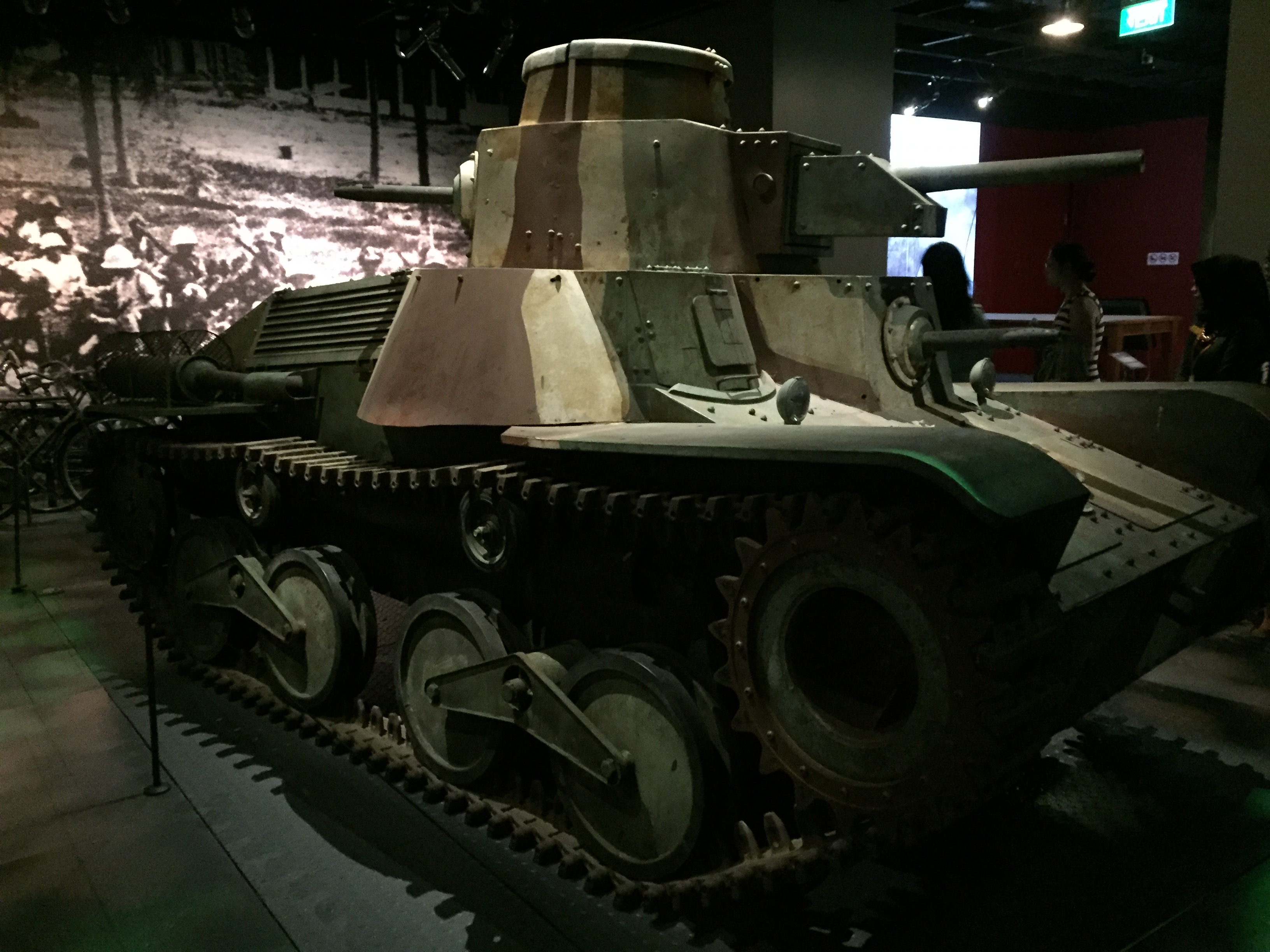
Bản sao xe tăng hạng nhẹ Ha-Go Kiểu 95 tại Bảo tàng Quốc gia Singapore, một trong bốn chiếc được chế tạo cho bộ phim.

Mặt trận Thái Bình Dưong được Steven Spielberg, Tom Hanks và Gary Goetzman hợp tác sản xuất cùng với HBO Miniseries, Playtone, DreamWorks, Seven Network và Sky Movies. Seven và Sky đầu tư vào dự án để được cấp quyền phát sóng ở Úc và Vương quốc Anh. Nine Network trước đây đã phát sóng bộ phim truyền hình 10 tập Band of Brothers của HBO. Nine trước đó đã có một thỏa thuận phát sóng với công ty mẹ của HBO là Warner Bros., nhưng sau đó HBO bắt đầu phân phối các sản phẩm của riêng mình một cách riêng biệt. Vào tháng 4 năm 2007, các nhà sản xuất phim đã thành lập văn phòng sản xuất tại Melbourne và bắt đầu tuyển chọn diễn viên cho bộ phim.
Kinh phí sản xuất của bộ phim được ước tính ban đầu là 100 triệu USD, nhưng cuối cùng đạt hơn 200 triệu USD, khiến Mặt trận Thái Bình Dương trở thành bộ phim truyền hình đắt đỏ nhất từng được sản xuất (tính tới năm 2010). Theo The Sydney Morning Herald, bộ phim có kinh phí sản xuất là 270 triệu USD, trong số đó ước tính 134 triệu AUD được dùng cho các phân cảnh ở Úc. Tờ Herald Sun của Úc ước tính rằng bộ phim đã tạo ra 4.000 công ăn việc làm và đem về 180 triệu AUD cho nền kinh tế nước Úc.
Bộ phim được bắt đầu ghi hình ở Úc vào ngày 10 tháng 8 năm 2007, và hoàn thành vào cuối tháng 5 năm 2008. Từ tháng 8 cho đến tháng 11 năm 2007 việc quay phim diễn ra tại các địa điểm trong và xung quanh Port Douglas, Queensland bao gồm Mossman, Queensland; Drumsara Plantation, Vườn quốc gia Mowbray và các bãi biển ở Rocky Point, Queensland. Việc ghi hình được tiếp tục ở vùng nông thôn Victoria, ở You Yangs từ tháng 11 đến tháng 12 năm 2007, sau đó là tại một mỏ khai thác cát trên Đường Sandy Creek gần Geelong, Victoria cho đến tháng 2 năm 2008. Các địa điểm của thành phố Melbourne đã được sử dụng để quay phim vào cuối năm 2007 và đến năm 2008 bao gồm Central City Studios tại Melbourne Docklands (tháng 3 năm 2008); Phố Flinders (giữa đường Swanston và Elizabeth, ngày 1–4 tháng 2 năm 2008); giao lộ của đường Swanston và Flinders (tháng 2 năm 2008); Nhà ga Flinders Street (2–3 tháng 2 năm 2008). Các địa điểm ở ngoại ô khác bao gồm Đường sắt Mornington, Bundoora, Victoria, Ernest Jones Hall tại khuôn viên Đại học La Trobe, Bundoora (cuối tháng 5 năm 2008); Khách sạn Railway, Nam Melbourne (tháng 12 năm 2007); Trường Đại học Scotch, Melbourne (tháng 12 năm 2007); Trường Trung học Melbourne (tháng 12 năm 2007).
Nhạc phim được soạn bởi Hans Zimmer, Geoff Zanelli và Blake Neely và được phát hành vào ngày 9 tháng 3 năm 2010.
Nhà sử học Hugh Ambrose, con trai của cố tác giả Stephen E. Ambrose, đã viết một cuốn sách có liên kết với bộ phim, The Pacific: Hell is an Ocean Away ( 2011), để nối tiếp câu chuyện của hai trong số các nhân vật chính của bộ phim là Basilone và Sledge, cũng như những câu chuyện về người bạn thân của Sledge, Sidney Phillips và hai người không xuất hiện trong bộ phim, Đại úy Thủy quân Lục chiến Austin Shofner và phi công Hải quân Hoa Kỳ Vernon Micheel. Dàn diễn viên khác nhau giúp cuốn sách cung cấp một cái nhìn rộng hơn về Mặt trận Thái Bình Dương, bao gồm sự sụp đổ của Philippines, trận Midway, Hải chiến Biển Philippines và trận Luzon và các câu chuyện về cuộc sống của các tù nhân chiến tranh, sĩ quan cấp cao và sự phát triển của lực lượng Không lực Hải quân. Cuốn sách được xuất bản ở Anh và Mỹ vào tháng 3 năm 2010 và Ambrose đã trả lời phỏng vấn trên một webcast về cuốn sách tại Thư viện Quân đội Pritzker vào ngày 15 tháng 4 năm 2010.

## Phát hành
Bộ phim được công chiếu lần đầu ở Mỹ và Canada vào ngày 14 tháng 3 năm 2010, trên kênh truyền hình của HBO. HBO Châu Á bắt đầu khởi chiếu Mặt trận Thái Bình Dương lúc 9 giờ tối ngày 3 tháng 4 năm 2010, với hai tập đầu tiên được phát sóng liên tục trong tuần đầu tiên. Singapore, Hồng Kông và Indonesia được phát hình với hệ thống hai ngôn ngữ thuyết minh và phụ đề. Bộ phim được phát sóng ở Singapore, Hồng Kông, Đài Loan, Malaysia và Philippines với độ phân giải cao trên Kênh HBO Châu Á HD. Mặt trận Thái Bình Dương bắt đầu được phát sóng vào ngày 5 tháng 4 năm 2010 trên Sky Movies ở Vương quốc Liên hiệp Anh và Bắc Ireland. Ở Bồ Đào Nha, bộ phim được phát sóng vào ngày 5 tháng 4 năm 2010 trên kênh AXN và ở chế độ HD trên AXN HD hai ngày sau khi được công chiếu lần đầu ở Mỹ. Bộ phim bắt đầu phát sóng tại Úc trên Kênh 7 vào Thứ Tư, ngày 14 tháng 4 năm 2010, lúc 8:30 tối. Tại Đan Mạch, Na Uy, Phần Lan, Pháp và Thụy Điển, bộ phim được phát sóng trên kênh Canal +; trên kênh CNBC-e ở Thổ Nhĩ Kỳ ngày 18 tháng 4 năm 2010; trên kênh Veronica ở Hà Lan vào ngày 7 tháng 4 năm 2010; và trên kênh Nova Cinema ở Hy Lạp vào ngày 10 tháng 4 năm 2010. Tại New Zealand, bộ phim bắt đầu phát sóng vào ngày 12 tháng 4 năm 2010 trên kênh TV One. Tại Ý, bộ phim bắt đầu phát sóng vào ngày 9 tháng 5 năm 2010 trên kênh Sky Cinema 1; trên kênh Kabel Eins ở Đức vào ngày 15 tháng 7 năm 2010. Tại Nhật Bản, bộ phim được công chiếu từ ngày 18 tháng 7 năm 2010 trên kênh WOWOW. Tại Nam Phi, bộ phim được phát sóng vào ngày 5 tháng 5 năm 2010 trên kênh Mnet. Ở Mỹ, Ovation đã mua bản quyền của bộ phim và bắt đầu phát sóng vào năm 2019.

### Quảng bá
Trailer chính thức đầu tiên ở Mỹ của Mặt trận Thái Bình Dương được phát sóng trên kênh HBO trước khi True Blood công chiếu mùa 2 vào ngày 14 tháng 6 năm 2009. Trailer sử dụng các cảnh quay của ba nhân vật chính, bao gồm cuộc trò chuyện giữa Leckie và Sledge, cuộc hôn nhân của Basilone và nhiều cảnh chiến đấu. Đoạn trailer giới thiệu kết thúc với tựa "2010" được hiển thị trên màn hình - xác nhận ngày phát hành của bộ phim. Đoạn trailer thứ hai đã được phát hành trên trang web của HBO và kết thúc với tựa đề "tháng 3 năm 2010", ấn định cụ thể hơn thời gian phát hành bộ phim. Một đoạn trailer khác được công chiếu vào tháng 2 năm 2010 trong lúc diễn ra trận bóng bầu dục Super Bowl XLIV, bao gồm một số cảnh chiến đấu.

## Các tập phim
| TT. | Tiêu đề                                | Đạo diễn                    | Biên kịch                                               | Ngày phát hành gốc  | Người xem tại ở Hoa Kỳ (triệu) |
| --- | -------------------------------------- | --------------------------- | ------------------------------------------------------- | ------------------- | ------------------------------ |
| 1 | "Part One" "Guadalcanal/Leckie"        | Tim Van Patten              | Bruce C. McKenna                                        | 14 tháng 3 năm 2010 | 3.08                           |
| Robert Leckie cùng Sư đoàn Thủy quân Lục chiến số 1 đổ bộ vào Guadalcanal và tham gia trận Tenaru. Eugene Sledge thuyết phục cha mẹ cho phép anh đăng kí vào lực lượng Thủy quân Lục chiến. Tập phim bao gồm trận Hải chiến ở ngoài khơi đảo Savo. |                                        |                             |                                                         |                     |                                |
| 2 | "Part Two" "Basilone"                  | David Nutter                | Bruce C. McKenna                                        | 21 tháng 3 năm 2010 | 2.79                           |
| John Basilone cùng Trung đoàn Thủy quân Lục chiến số 7 đổ bộ vào Guadalcanal để tăng cường tuyến phòng thủ xung quanh sân bay Henderson. Khi khu vực sân bay bị quân Nhật tấn công, Basilone đã liên tục di chuyển và mang khẩu súng máy M1917 nóng nòng bằng tay trần vào vị trí thuận lợi để tiếp tục chiến đấu.                                                                     |                                        |                             |                                                         |                     |                                |
| 3 | "Part Three" "Melbourne"               | Jeremy Podeswa              | George Pelecanos và Michelle Ashford                    | 28 tháng 3 năm 2010 | 2.77                           |
| Sư đoàn Thủy quân Lục chiến số 1 được rút khỏi Guadalcanal và được chuyển về Melbourne, Australia. Leckie bắt đầu yêu Stella Karamanlis, một cô gái người Úc gốc Hy Lạp, và đã mời Leckie về sống cùng trong nhà của bố mẹ cô. Mối tình giữa hai người sau đó chấm dứt. Basilone được trao thưởng Huân chương Danh Dự và được thuyên chuyển về nhà để quảng bá Trái phiếu chiến tranh. |                                        |                             |                                                         |                     |                                |
| 4 | "Part Four" "Gloucester/Pavuvu/Banika" | Graham Yost                 | Robert Schenkkan và Graham Yost                         | 4 tháng 4 năm 2010  | 2.52                           |
| Eugene Sledge nhập ngũ và được huấn luyện làm một lính súng cối 60 mm, trong khi đó Leckie và Sư đoàn Thủy quân Lục chiến số 1 đổ bộ vào Cape Gloucester. Sau trận Cape Gloucester, Leckie và đơn vị điều về Pavuvu, được dùng làm căn cứ tạm thời của Sư đoàn TQLC số 1. Leckie được chuyển vào bệnh viện điều trị bệnh tiểu dầm gây ra do căng thẳng trong chiến đấu..               |                                        |                             |                                                         |                     |                                |
| 5 | "Part Five" "Peleliu Landing"          | Carl Franklin               | Laurence Andries và Bruce C. McKenna                    | 11 tháng 4 năm 2010 | 2.71                           |
| Sledge đoàn tụ với người bạn thân, Sidney Phillips ở Pavuvu. Leckie thuyết phục được giám đốc bệnh viện cho phép anh quay trở về đơn vị. Sledge và Leckie cùng Sư đoàn TQLC số 1 đổ bộ vào Peleliu. |                                        |                             |                                                         |                     |                                |
| 6 | "Part Six" "Peleliu Airfield"          | Tony To                     | Bruce C. McKenna, Laurence Andries, và Robert Schenkkan | 18 tháng 4 năm 2010 | 2.38                           |
| Sư đoàn TQLC số 1 bắt đầu đánh chiếm sân bay Peleliu. Leckie bị thương nặng do sức ép của một vụ nổ khi đang truyền tin và tìm một lính quân y. Sledge cùng đơn vị tiếp tục chiến đấu ở Peleliu trong khi Leckie được đưa lên tàu bệnh viện cứu chữa. |                                        |                             |                                                         |                     |                                |
| 7 | "Part Seven" "Peleliu Hills"           | Tim Van Patten              | Bruce C. McKenna                                        | 25 tháng 4 năm 2010 | 2.55                           |
| Sledge cùng Trung đoàn TQLC số 5 bắt đầu tiến vào Đèo Bloody Nose. Đại úy Andrew "Ack-Ack" Haldane tử trận vì hỏa lực bắn tỉa khi đang do thám Đồi 140. |                                        |                             |                                                         |                     |                                |
| 8 | "Part Eight" "Iwo Jima"                | David Nutter Jeremy Podeswa | Robert Schenkkan và Michelle Ashford                    | 2 tháng 5 năm 2010  | 2.34                           |
| Basilone được thuyên chuyển về Sư đoàn TQLC số 5 để làm công tác huấn luyện lính TQLC. Tại đó, anh gặp và kết hôn với Lena Riggi. Basilone sau đó đổ bộ vào Iwo Jima và tử trận khi đang đánh chiếm Sân bay Số 1 trong ngày đầu tiên. |                                        |                             |                                                         |                     |                                |
| 9 | "Part Nine" "Okinawa"                  | Tim Van Patten              | Bruce C. McKenna                                        | 9 tháng 5 năm 2010  | 1.81                           |
| Sledge và Sư đoàn TQLC số 1 đổ bộ vào Okinawa. Sledge, bây giờ đã là một người lính dày dạn kinh nghiệm, trở nên cứng rắn và ít đồng cảm hơn với người Nhật. Khi họ chuẩn bị rút quân khỏi Okinawa và trở về nhà, họ nghe được thông báo rằng "một loại bom mới đã quét sạch một thành phố của Nhật Bản chỉ trong chớp mắt".                                                           |                                        |                             |                                                         |                     |                                |
| 10 | "Part Ten" "Home"                      | Jeremy Podeswa              | Bruce C. McKenna và Robert Schenkkan                    | 16 tháng 5 năm 2010 | 1.96                           |
| Sledge và Leckie trở về nhà sau khi Nhật Bản đầu hàng vô điều kiện. Sledge mắc bệnh sang chấn tâm lý do ám ảnh sự khốc liệt của cuộc chiến. Leckie bắt đầu một mối quan hệ với Vera. Góa phụ của Basilone, Lena, đã đếm thăm gia đình anh và đưa cho bố mẹ anh tấm Huân chương Danh Dự.                                                                                                |                                        |                             |                                                         |                     |                                |

## Tiếp nhận

### Đánh giá chuyên môn
Mặt trận Thái Bình Dương đã nhận được sự hoan nghênh rộng rãi của giới phê bình. Trên hệ thống tổng hợp kết quả đánh giá Rotten Tomatoes, bộ phim nhận được 91% lượng đồng thuận dựa trên 43 đánh giá và đạt mức điểm trung bình là 8,32/10. Các nhà phê bình đồng thuận rằng Mặt trận Thái Bình Dương là "Là một cuộc khám phá trung thực và ám ảnh kinh hoàng về Chiến tranh thế giới thứ hai, Mặt trận Thái Bình Dương là một loạt phim tuyệt đẹp về mặt hình ảnh không phù hợp cho những người yếu tim." Trên trang Metacritic, bộ phim có điểm trung bình là 86 trên 100, dựa trên 32 lượt nhận xét.
James Poniewozik của tạp chí Time đã coi bộ phim là một trong 10 Bộ phim truyền hình ngắn tập hàng đầu của năm 2010. Nhà đánh giá của IGN, Ramsey Isler, chấm điểm bộ phim 8,5/10, và nói rằng "Mặc dù tôi không nghĩ The Pacific sẽ vượt qua Band of Brothers về mặt kỹ thuật thực hiện và giá trị giải trí tổng thể, vì The Pacific nói về một nội dung khác với các mục tiêu khác nhau. Bộ phim này này đưa ra một góc nhìn rộng hơn cuộc chiến và vẽ nên một bức tranh đầy đủ, sống động về cuộc chiến và những con người đã chiến đấu với nó thông qua những câu chuyện tập trung, riêng lẻ. Đó là một đòi hỏi cao đối với bất kỳ loạt phim nào và mặc dù The Pacific không phải lúc nào cũng vượt qua rực rỡ, nhưng nó đã thực hiện một nỗ lực đáng ngưỡng mộ." IGN cũng đã xem xét từng tập riêng lẻ, và Tập 9 nhận được điểm 10/10 tuyệt đối.

### Phần thưởng và đề cử
Mặt trận Thái Bình Dương đã giành được Giải thưởng Peabody vào năm 2010 vì "nhắc nhở chúng ta về tầm quan trọng - cũng như cái giá phải trả, của những người quân nhân đã phục vụ trong cuộc chiến" Bộ phim cũng giành được Giải Primetime Emmy cho Phim truyền hình ngắn tập xuất sắc và được đề cử Giải Quả cầu vàng cho Phim truyền hình ngắn tập hoặc Phim truyền hình hay nhất .
| Giải thưởng                                                 | Hạng mục | Đối tượng | Kết quả   |
| ----------------------------------------------------------- | --- | --- | --------- |
| Giải Primetime Emmy                                         | Phim truyền hình ngắn tập xuất sắc                                                                                   | Steven Spielberg, Tom Hanks, Gary Goetzman, Tony To, Graham Yost, Eugene Kelly, Bruce C. McKenna, Cherylanne Martin, Todd London, Steven Shareshian, Tim Van Patten, George Pelecanos, Robert Schenkkan       | Đoạt giải |
| Giải Primetime Emmy                                         | Đạo diễn Phim truyền hình ngắn tập, Phim ngắn hoặc Phim kĩ xảo xuất sắc                                              | David Nutter & Jeremy Podeswa (Tập "Iwo Jima") | Đề cử     |
| Giải Primetime Emmy                                         | Đạo diễn Phim truyền hình ngắn tập, Phim ngắn hoặc Phim kĩ xảo xuất sắc                                              | Tim Van Patten (Tập "Okinawa") | Đề cử     |
| Giải Primetime Emmy                                         | Kịch bản Phim truyền hình ngắn tập, Phim ngắn hoặc Phim kĩ xảo xuất sắc                                              | Robert Schenkkan & Michelle Ashford (Tập "Iwo Jima") | Đề cử     |
| Giải Primetime Emmy                                         | Kịch bản Phim truyền hình ngắn tập, Phim ngắn hoặc Phim kĩ xảo xuất sắc                                              | Bruce C. McKenna & Robert Schenkkan (Tập "Home") | Đề cử     |
| Giải Primetime Creative Arts Emmy                           | Chỉ đạo nghệ thuật cho một Bộ phim truyền hình ngắn tập, hoặc Phim ngắn xuất sắc                                     | Anthony Pratt, Dominic Hyman, Richard Hobbs, Scott Bird, Jim Millet, Rolland Pike, Lisa Thompson | Đoạt giải |
| Giải Primetime Creative Arts Emmy                           | Tuyển diễn viên cho một Bộ phim truyền hình ngắn tập, hoặc Phim ngắn xuất sắc                                        | Meg Liberman, Camille H. Patton, Christine King, Jennifer Euston, Suzanne M. Smith | Đoạt giải |
| Giải Primetime Creative Arts Emmy                           | Quay phim cho một Bộ phim truyền hình ngắn tập, hoặc Phim ngắn xuất sắc                                              | Remi Adefarasin (Tập "Peleliu Landing") | Đề cử     |
| Giải Primetime Creative Arts Emmy                           | Quay phim cho một Bộ phim truyền hình ngắn tập, hoặc Phim ngắn xuất sắc                                              | Stephen F. Windon (Tập "Okinawa") | Đề cử     |
| Giải Primetime Creative Arts Emmy                           | Trang phục cho một Bộ phim truyền hình ngắn tập, hoặc Phim ngắn xuất sắc                                             | Penny Rose, Ken Crouch (Tập "Melbourne") | Đề cử     |
| Giải Primetime Creative Arts Emmy                           | Thiết kế Tựa đề cho một Bộ phim truyền hình ngắn tập, hoặc Phim ngắn xuất sắc                                        | Steve Fuller, Ahmet Ahmet, Peter Frankfurt, Lauren Hartstone | Đề cử     |
| Giải Primetime Creative Arts Emmy                           | Hóa trang cho một Bộ phim truyền hình ngắn tập, hoặc Phim ngắn xuất sắc                                              | Chiara Tripodi, Toni French | Đoạt giải |
| Giải Primetime Creative Arts Emmy                           | Nhạc phim cho một Bộ phim truyền hình ngắn tập, hoặc Phim ngắn xuất sắc                                              | Blake Neely, Geoff Zanelli, Hans Zimmer (tập "Home") | Đề cử     |
| Giải Primetime Creative Arts Emmy                           | Thiết kế phục trang cho một Bộ phim truyền hình ngắn tập, hoặc Phim ngắn xuất sắc                                    | Jason Baird, Sean Genders, Greg Nicotero, Jac Charlton, Chad Atkinson, Ben Rittenhouse | Đoạt giải |
| Giải Primetime Creative Arts Emmy                           | Điều khiển góc quay camera cho một Bộ phim truyền hình ngắn tập, hoặc Phim ngắn xuất sắc                             | Edward A. Warschilka (Tập "Peleliu Landing") | Đề cử     |
| Giải Primetime Creative Arts Emmy                           | Điều khiển góc quay camera cho một Bộ phim truyền hình ngắn tập, hoặc Phim ngắn xuất sắc                             | Alan Cody (Tập "Iwo Jima") | Đề cử     |
| Giải Primetime Creative Arts Emmy                           | Điều khiển góc quay camera cho một Bộ phim truyền hình ngắn tập, hoặc Phim ngắn xuất sắc                             | Alan Cody & Marta Évry (Tập "Okinawa") | Đề cử     |
| Giải Primetime Creative Arts Emmy                           | Thiết kế âm thanh cho một Bộ phim truyền hình ngắn tập, hoặc Phim ngắn xuất sắc                                      | Tom Bellfort, Benjamin L. Cook, Daniel S. Irwin, Hector C. Gika, Charles Maynes, Paul Aulicino, John C. Stuver, David Williams, Michelle Pazer, John Finklea, Jody Thomas, Katie Rose (tập "Peleliu Landing") | Đoạt giải |
| Giải Primetime Creative Arts Emmy                           | Thiết kế hòa âm cho một Bộ phim truyền hình ngắn tập, hoặc Phim ngắn xuất sắc                                        | Andrew Ramage, Michael Minkler, Daniel Leahy (tập "Basilone") | Đoạt giải |
| Giải Primetime Creative Arts Emmy                           | Thiết kế hòa âm cho một Bộ phim truyền hình ngắn tập, hoặc Phim ngắn xuất sắc                                        | Andrew Ramage, Michael Minkler, Daniel Leahy, Craig Mann (tập"Peleliu Landing") | Đề cử     |
| Giải Primetime Creative Arts Emmy                           | Thiết kế hòa âm cho một Bộ phim truyền hình ngắn tập, hoặc Phim ngắn xuất sắc                                        | Gary Wilkins, Michael Minkler, Daniel Leahy, Marc Fishman (tập "Iwo Jima") | Đề cử     |
| Giải Primetime Creative Arts Emmy                           | Thiết kế hòa âm cho một Bộ phim truyền hình ngắn tập, hoặc Phim ngắn xuất sắc                                        | Gary Wilkins, Michael Minkler, Daniel Leahy (tập "Okinawa") | Đề cử     |
| Giải Primetime Creative Arts Emmy                           | Thiết kế Kĩ xảo Đặc biệt cho một Bộ phim truyền hình ngắn tập, hoặc Phim ngắn xuất sắc                               | John E. Sullivan, Joss Williams, David Taritero, Peter Webb, Dion Hatch, John P. Mesa, Jerry Pooler, Paul Graff (tập "Guadalcanal/Leckie")                                                                    | Đề cử     |
| Giải Primetime Creative Arts Emmy                           | Thiết kế Kĩ xảo Đặc biệt cho một Bộ phim truyền hình ngắn tập, hoặc Phim ngắn xuất sắc                               | John E. Sullivan, Joss Williams, David Taritero, David Goldberg, Angelo Sahin, Marco Recuay, William Mesa, Chris Bremble, Jerry Pooler (tập "Peleliu Landing")                                                | Đoạt giải |
| Giải Quả cầu Vàng                                           | Phim truyền hình dài tập xuất sắc nhất                                                                               | Mặt trận Thái Bình Dương | Đề cử     |
| Giải Lựa chọn của giới phê bình điện ảnh                    | Dựng phim xuất sắc nhất                                                                                              | Mặt trận Thái Bình Dương | Đoạt giải |
| Giải thưởng AFI                                             | Chưong trình truyền hình của năm                                                                                     | Mặt trận Thái Bình Dương | Đoạt giải |
| Giải thưởng Biên tập viên Điện ảnh Hoa Kỳ                   | Phim truyền hình hoặc phim truyền hình dài tập được chỉnh sửa xuất sắc nhất                                          | Marta Évry, Alan Cody (tập "Okinawa") | Đề cử     |
| Hiệp hội quay phim Hoa Kỳ                                   | Giải thưởng về kỹ thuật quay phim trong phim điện ảnh / truyền hình dài tập xuất sắc nhất                            | Stephen F. Windon (for "Okinawa") | Đoạt giải |
| Hiệp hội các Nhà quay phim Úc                               | Telefeatures, TV Drama & Mini Series                                                                                 | Stephen F. Windon | Đoạt giải |
| Cộng đồng Đóng phim Hoa Kỳ                                  | Giải thưởng về Diễn xuất - Phim truyền hình / Phim truyền dài tập xuất sắc                                           | Meg Liberman, Cami Patton, Christine King, Jennifer Euston | Đoạt giải |
| Giải thưởng Hiệp hội Âm thanh Điện ảnh                      | Giải thưởng Hòa âm cho Phim truyền hình, phim ngắn xuất sắc nhất                                                     | Andrew Ramage, Michael Minkler, Daniel J. Leahy (tập "Basilone") | Đề cử     |
| Giải thưởng Hiệp hội Âm thanh Điện ảnh                      | Giải thưởng Hòa âm cho Phim truyền hình, phim ngắn xuất sắc nhất                                                     | Andrew Ramage, Michael Minkler, Daniel J. Leahy, Craig Mann (tập "Peleliu Landing") | Đề cử     |
| Giải thưởng Hiệp hội Âm thanh Điện ảnh                      | Giải thưởng Hòa âm cho Phim truyền hình, phim ngắn xuất sắc nhất                                                     | Gary Wilkins, Michael Minkler, Daniel J. Leahy, Marc Fishman (tập "Iwo Jima") | Đề cử     |
| Giải thưởng Hiệp hội Âm thanh Điện ảnh                      | Giải thưởng Hòa âm cho Phim truyền hình, phim ngắn xuất sắc nhất                                                     | Gary Wilkins, Michael Minkler, Daniel J. Leahy (tập "Okinawa") | Đề cử     |
| Giải thưởng Hiệp hội Nhà thiết kế trang phục                | Trang phục cho Phim truyền hình hoặc Phim ngắn xuất sắc nhất                                                         | Penny Rose | Đề cử     |
| Giải thưởng Cộng đồng các nhà phê bình phim quốc gia Hoa Kỳ | Giải thưởng Đạo diễn phim truyền hình / phim truyền hình dài tập xuất sắc nhất                                       | David Nutter, Jeremy Podeswa (tập "Basilone") | Đề cử     |
| Giải thưởng Cộng đồng các nhà phê bình phim quốc gia Hoa Kỳ | Giải thưởng Đạo diễn phim truyền hình / phim truyền hình dài tập xuất sắc nhất                                       | Jeremy Podeswa (tập "Home") | Đề cử     |
| Giải thưởng Cộng đồng các nhà phê bình phim quốc gia Hoa Kỳ | Giải thưởng Đạo diễn phim truyền hình / phim truyền hình dài tập xuất sắc nhất                                       | Timothy Van Patten (tập "Okinawa") | Đề cử     |
| Giải thưởng Gold Derby                                      | Giải thưởng cho Phim ngắn & Phim truyền hình dài tập                                                                 | Mặt trận Thái Bình Dương | Đoạt giải |
| Giải thưởng Gold Derby                                      | Diễn viên phim truyền hình dài tập xuất sắc                                                                          | James Badge Dale | Đề cử     |
| Giải thưởng Hiệp hội Giám sát Âm nhạc                       | Giải thưỏng Giám sát Âm nhạc trong phim trong tuần xuất sắc nhất                                                     | Deva Anderson, Evyen Klean | Đề cử     |
| Hollywood Post Alliance                                     | Giải thưởng Phối màu sắc - Tivi                                                                                      | Steve Porter, Riot (tập "Peleliu Landing") | Đoạt giải |
| Giải thưởng Humanitas                                       | Đề mục 60 Phút | Bruce C. McKenna, Robert Schenkkan (tập "Home") | Đề cử     |
| Giải thưởng Phim Mùa hè của IGN                             | TV DVD và Blu-Ray xuất sắc nhất                                                                                      | The Pacific | Đề cử     |
| Giải thưởng Image                                           | Nam diễn viên chính trong bộ phim truyền hình, phim truyền hình dài tập hoặc phim truyền hình đặc biệt xuất sắc nhất | Jon Seda | Đề cử     |
| Giải thưởng Phê bình Âm nhạc điện ảnh Quốc tế               | Giải thưởng Nhà soạn nhạc phim của năm                                                                               | Hans Zimmer | Đề cử     |
| Motion Picture Sound Editors                                | Biên tập âm thanh - Đối thoại dạng dài và ADR hay nhất                                                               | Tom Bellfort, Daniel S. Irwin, John C. Stuver, Michael Hertlein, Michelle Pazer, David Williams (tập "Basilone")                                                                                              | Đoạt giải |
| Motion Picture Sound Editors                                | Chỉnh sửa âm thanh - Hiệu ứng âm thanh dạng dài và Foley xuất sắc nhất                                               | Tom Bellfort, Katherine Rose, Jody Thomas, Hector C. Gilka, Paul Aulicino, Benjamin L. Cook, Charles Maynes (tập "Peleliu Landing")                                                                           | Đoạt giải |
| Giải thưởng Peabody                                         | Nhà sản xuất phim truyền hình dài tập xuất sắc nhất                                                                  | Gary Goetzman, Tom Hanks, Eugene Kelly, Todd London, Cherylanne Martin, Bruce C. McKenna, Steve Shareshian, Steven Spielberg, Tony To, Timothy Van Patten, Graham Yost                                        | Đoạt giải |
| Giải thưởng Prism                                           | Diễn xuất trong Phim truyền hình hoặc Phim truyền hình dài tập xuất sắc                                              | James Badge Dale | Đề cử     |
| Giải thưởng Satellite                                       | Phim dài tập xuất sắc nhất                                                                                           | Mặt trận Thái Bình Duơng | Đề cử     |
| Giải thưởng Hiệp hội Phê bình phim truyền hình              | Thành tích trong Phim ngắn, Phim dài tập xuất sắc                                                                    | Mặt trận Thái Bình Duơng | Đoạt giải |
| Giải thưởng Cộng đồng thiết kế Kĩ xảo Điện ảnh              | Giải thưởng Kĩ xảo đặc biệt trong Phim dài tập, Phim ngắn xuất sắc                                                   | John E. Sullivan, David Taritero, William Mesa, Marco Recuay | Đoạt giải |
| Giải thưởng Cộng đồng thiết kế Kĩ xảo Điện ảnh              | Giải thưởng Tái tạo lại Môi trường trong chương trình phim dài tập                                                   | Marco Recuay, Morgan McDermott, Nicholas Lund-Ulrich (tập "Iwo Jima") | Đoạt giải |
| Giải thưởng Cộng đồng thiết kế Kĩ xảo Điện ảnh              | Giải thưởng Thiết kế hình ảnh chân thực xuất sắc nhất                                                                | Jeremy Nelson, John P. Mesa, Dan Novy, Tyler Cote (tập "Peleliu Landing") | Đoạt giải |